# Viréo jaune-verdâtre
Vireo flavoviridis
Espèce
Statut de conservation UICN

 LC  : Préoccupation mineure
Le Viréo jaune-verdâtre (Vireo flavoviridis) est une espèce de passereau qui vit dans les zones montagneuses du sud du Texas, du Mexique (les Sierra Madre) et au sud du Panama. Il migre pour la période hivernale de l'ouest du bassin amazonien à l'est des Andes.